# Szalai Vilmos (labdarúgó)
Szalai Vilmos (Budapest, 1991. augusztus 11. –) magyar labdarúgó, a III. Kerületi TVE csapatában játszik.

## Sikerei, díjai
Mezőkövesdi SE
- NB II bajnok: 2012–13